# Claus Jönsson

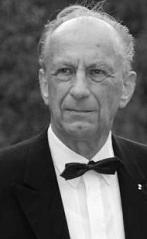
Claus Jönsson (2008)

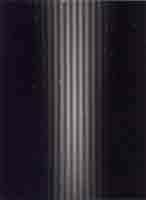
Das historische Foto aus Jönssons Originalarbeit zeigt das Streifenmuster der Elektroneninterferenz

Claus Jönsson (* 26. Mai 1930 in Berlin-Charlottenburg; † 25. August 2024 in Tübingen) war ein deutscher Physiker und Hochschullehrer.
Jönsson konnte 1959 im Rahmen seiner Dissertation bei Gottfried Möllenstedt an der Universität Tübingen erstmals die Interferenz von Elektronen am Doppelspalt experimentell nachweisen. Das Experiment ist von zentraler Bedeutung für das Verständnis der Quantenmechanik und gilt zugleich als ein Pionierwerk der Nanotechnologie. In einer Umfrage der Mitgliederzeitschrift der englischen physikalischen Gesellschaft Physics World im Jahre 2002 nach dem schönsten Experiment aller Zeiten kam es auf den ersten Platz.

## Biografie
Jönsson wurde 1930 in Berlin geboren, wo sein Vater beim Maschinenbauunternehmen Borsig arbeitete. Seine Jugend verbrachte er in Hamburg, wo er in seiner Freizeit an nicht mehr fahrtüchtigen Jeeps bastelte und galvanische Versuche mit ausgebauten Autobatterien durchführte.
Ab 1953 studierte er  Physik an der Universität Tübingen. Seine Diplomarbeit zum Thema Eine elektrostatische Filterlinse mit magnetischer Korrektur der radialen Verzeichnung fertigte er bei Gottfried Möllenstedt an. Bei ihm promovierte er auch 1961 mit dem Thema Elektronen-Interferenzen an mehreren künstlich hergestellten Feinspalten. Mit der Arbeit wies er erstmals die Interferenz von Elektronen am Doppelspalt experimentell nach. 1970 habilitierte er sich, ebenfalls in Tübingen, mit der Schrift Untersuchung der Eigenschaften eines elektronenoptischen Projektionsbildwandlers. 1978 wurde er auf eine Professur mit Schwerpunkt Optik, Interferometrie und Mikroskopie mit Elektronen am Institut für Angewandte Physik in Tübingen berufen, die er bis zu seinem Ruhestand 1995 innehatte.
Mit seiner Forschung hat Jönsson wesentliche Beiträge zur elektroneninterferometrischen Bestimmung des mittleren inneren Potentials von Festkörpern sowie der Mikrominiaturisierung von Fresnel-Zonenplatten für extrem ultraviolettes Licht und weiche Röntgenstrahlung geleistet. Außerdem verbesserte er die Messung des Magnetisches Flussquants mittels Elektroneninterferometrie.
Jönsson war verheiratet und hatte mit seiner Frau Ute († 2017) vier Kinder. Bis zu seinem Tod im Tübinger Paul-Lechler-Krankenhaus wohnte er in Weilheim.

## Jönsson-Experiment
Quellen:
Bereits 1927 hatten unabhängig voneinander das Davisson-Germer-Experiment und
Versuche von George Paget Thomson die theoretisch vermutete Wellennatur der Elektronen durch Beugung an Kristallgittern nachgewiesen. Davisson und Thomson erhielten dafür 1937 den Nobelpreis für Physik. Auch andere Beugungsexperimente aus der Lichtoptik waren in der Elektronenoptik bereits nachgestellt worden. Die Beugung am Doppelspalt wurde aber von renommierten Physikern wie Manfred von Ardenne und Richard Feynman für unmöglich gehalten. Sie gingen davon aus, dass analog zu entsprechenden Experimenten mit Licht die Dimension der Spalte in der Größenordnung der De-Broglie-Wellenlänge der Elektronen liegen müsste – was subatomare Strukturen bedeutet hätte und damit unmöglich war.
Jönsson erlebte bei einer Vorführung eines Elektronenbeugungs-Experiments an einem elektronenoptischen Biprisma-Interferometer in seiner Diplom-Arbeitsgruppe, dass auch gröbere Strukturen zu Beugung und Interferenz führen, wenn die Kohärenzbedingungen eingehalten werden. Dadurch wurde er angeregt, die Beugung von Elektronen am Doppelspalt zum Thema seiner Doktorarbeit zu machen.
Er verwendete auf 50 kV beschleunigte Elektronen, deren Broglie-Wellenlänge etwa 0,05 Å beträgt. Da für Elektronen keine Substanzen durchsichtig sind, benötigte er völlig materiefreie Spalte, die aber klein genug für eine kohärente Ausleuchtung sind. Für die Herstellung der Spalte wurde ein Glasträger im Hochvakuum (10−4 Torr) mit einer 200 Å dünnen Silberschicht bedampft. Auf diese Schicht wurden mit einem Elektronenstrahlgerät Kohlenwasserstoff-Polymerisat-Streifen gedruckt, welche die Größe und Anzahl der gewünschten Spalte hatten. Anschließend wurde der beschichtete Träger in einem elektrolytischen Bad mit einer 0,5 µm dicken Kupferschicht versehen. Dabei wuchs auf dem Polymerisat kein Kupfer auf, sondern nur auf dem freiliegenden Silber. Die entstandene Kupferfolie wurde dann vom Träger vorsichtig abgezogen, dabei blieben die Streifen aus Polymerisat mit dem darunterliegenden Silber auf dem Träger zurück. Die abgezogene Kupferfolie enthielt die gewünschten materiefreien Spalte. Jönsson verwendete Spaltbreiten von etwa 0,5 µm und einem Spaltabstand von etwa 2 µm. Für die Messungen wurden jeweils frische Folien benötigt, da sich nach wenigen Wochen die Spalte durch Atomumlagerungen des Kupfers veränderten.
Um die Kohärenz im Interferometer sicherzustellen, musste ein sehr kleiner Aperturwinkel verwendet werden. Dies wurde durch zwei Verkleinerungsstufen aus elektrostatischen Zylinderlinsen vor dem Spaltdurchgang erreicht. Für die erwarteten feinen Interferenzlinien ergab sich rechnerisch ein Streifenabstand von 750 nm in der Beobachtungsebene 30 cm hinter den Spalten. Um sie sehen oder auf Photoplatten aufnehmen zu können, mussten sie mit elektrostatischen Projektiven 100fach vergrößert und dann mit einer 10fach vergrößernden Einblicksoptik betrachtet werden. Erwartet waren dann 0,75 mm Interferenzstreifenabstand. Dadurch wurde die gesamte Apparatur aber sehr schwingungsempfindlich und Jönsson war über ein Jahr mit Dämpfungsmaßnahmen für mechanische und elektrische Schwingungen in der Umgebung beschäftigt, bevor er 1959 bei einer nächtlichen Messung endlich die erwarteten Interferenzstreifen sehen konnte und nicht nur einen dicken Strich. Erst nach weiteren Verbesserungen gelangen die ersten Photos. Im Rahmen seiner Dissertation erstellte er zahlreiche Aufnahmen von Interferenzen an 1, 2, 3, 4 und 5 Spalten.
Zur Dissertation erschien 1961 ein auf Deutsch verfasster Artikel in der Zeitschrift für Physik, der international nicht wahrgenommen wurde. Erst 13 Jahre später erschien ein englischer Nachdruck im American Journal of Physics. Die Arbeit blieb aber weitgehend unbekannt. 2002 startete der Wissenschaftshistoriker Robert P. Crease in der Physics World eine Umfrage nach dem „most beautiful experiment in physics“. Auf dem ersten Platz landete „Young’s double-slit experiment applied to the interference of single electrons“. Crease begann eine Recherche zur Geschichte dieses namenlosen Experiments und stieß dabei auf die Arbeit von Jönsson, den er als Ersten identifizierte: „But in 1961 Claus Jönsson of Tübingen, who had been one of Möllenstedt’s students, finally performed an actual double-slit experiment with electrons for the first time.“ Als nächsten, der explizit mit einzelnen Elektronen in der Apparatur arbeitete, nannte den Versuch des Japaners Akira Tonomura von 1989, und stellte fest „Whereas Jönsson’s experiment was analogous to Young’s original experiment, Tonomura’s was similar to G I Taylor’s.“ Dies wurde später korrigiert, da Pier Giorgio Merli, Giulio Pozzi und Gian Franco Missiroli 1974 ebenfalls ein explizites Einzelelektronen-Experiment durchgeführt hatten. Beide Experimente wurden allerdings mit einem Biprisma durchgeführt, nicht mit einem Doppelspalt. Jönsson reklamierte für seinen Versuch, dass es sehr unwahrscheinlich sei, dass zwei Elektronen gleichzeitig in der Anordnung unterwegs waren. Er berichtet auch von „unterbelichteten“, unveröffentlichten Aufnahmen, bei denen ein Punktemuster statt der gewünschten Interferenzstreifen sichtbar war. So oder so wurde Jönssons Name mit dem Artikel von Crease weltweit bekannt. Zumindest im deutschsprachigen Raum wird es als gesetzt betrachtet, dass Jönssons Experiment das „schönstes physikalisches Experiment aller Zeiten“ ist. In Unterrichtsmaterialien wird es entsprechend mit seinem Namen verbunden und war in Baden-Württemberg auch schon Abituraufgabe.

## Veröffentlichungen (Auswahl)
- Claus Jönsson: Elektroneninterferenzen an mehreren künstlich hergestellten Feinspalten. In: Zeitschrift für Physik. Nr. 161, 1961, S. 454–474, doi:10.1007/BF01342460 (frei zugänglich nach Anmeldung).
- Claus Jönsson: Electron diffraction at multiple slits. In: American Journal of Physics. Band 42, 1974, S. 4–11, DOI:10.1119/1.1987592.
- Jean Paul Martin, Claus Jönsson: Verbesserung der Auflösung einer lichtoptischen Linse mittels einer Zonen-Korrekturplatte. In: Naturwissenschaften. Band 53, Nr. 23, 1966, S. 609, DOI:10.1007/BF00632270.
- Claus Jönsson: Untersuchung der Eigenschaften eines elektronenoptischen Projektionsbildwandlers Tübingen, Fachbereich Physik, Habilitationsschrift, 10. Juli 1970
- Amand Fäßler, Claus Jönsson (Hg.): Die Top Ten der schönsten physikalischen Experimente. Rowohlt-Taschenbuch-Verlag, Reinbek bei Hamburg 2005, ISBN 3-499-61628-9